# Rick Joe
Ricardo Dias Suhai (São Paulo, 24 de fevereiro de 1981), mais conhecido como Rick Joe, é um DJ, produtor musical e empresário brasileiro, conhecido por trabalhar com artistas como Anitta, Ludmilla, Cláudia Leitte, MC Koringa, Buchecha, Cidade Negra, Brunninha, dentre outros.

## Biografia
Rick Joe nasceu na Zona Leste de São Paulo em 24 de Fevereiro de 1981, de família simples mudaram-se para Praia Grande na Baixada Santista quando ele tinha 5 anos de idade. Começou a trabalhar muito cedo para ajudar sua mãe e seus 2 irmãos mais novos, aos 10 anos de idade já trabalhava na feira, trabalhou também como empacotador em supermercado e entregador.
Carreira Musical
Seu primeiro contato com a música aconteceu aos 10 anos quando montou o grupo de Hip-Hop chamado "Brake Júnior" em 1991 num município carente da cidade do Guarujá chamado Vicente de Carvalho, sem levar muito jeito pra dança ficou encarregado dos vocais e composição das músicas do grupo. Não demorou muito pra chegar na Baixada Santista um ritmo que já tinha tomado conta das comunidades carentes no Rio de Janeiro, o funk carioca e em 1992 Rick Joe se apaixonou pelo ritmo e resolveu deixar o hip hop. 
Embalado por Tony Garcia e Stevie B, começou a escrever seus primeiros funks que eram versões do ritmo norte-americano denominado Miami Bass, passou um bom tempo somente compondo até se mudar novamente de cidade, pela quarta vez.

## Santos
Era o ano de 1995 quando mudaram-se para Santos e por lá já existia um movimento funk carioca em andamento, bastante no inicio, mas já existiam bailes, MC's locais e até programas de rádio dedicados ao funk. Familiarizado com a cidade, curtindo os bailes e conhecendo cada vez mais o movimento que se iniciara, formou uma dupla com outro jovem do bairro que também tinha umas letras, nascia ali a dupla Ricardo e Juninho e não demorou muito para entrarem em estúdio, produzir algumas músicas, cantar em bailes e tocar numa rádio que tinha um programa dedicado ao ritmo funk. 
Viajar para o Rio de Janeiro e gravar com os produtores dos grandes Hits do momento era o sonho de todo jovem que se aventurava a cantar funk, e as economias que Rick havia conseguido trabalhando como empacotador e entregador por um longo tempo permitiu que em 1997 viajasse para o Rio de Janeiro e produzisse com Victor Junior  e Robson Leandro, na época produtores de Claudinho e Buchecha, Márcio e Goró e quase tudo que fazia sucesso no funk carioca.
A música tornou-se bastante conhecida na cidade, tocava em todas as rádios dedicadas ao funk carioca, mais não foi um grande sucesso, a dupla acabou e  Rick ficou um tempo em carreira solo até conhecer um outro MC e fazer dupla com ele.
Era o ano de 1999 quando resolveram então ir para o Rio de Janeiro gravar com outro produtor muito conceituado, Grand Master Raphael e assim fizeram. Durante a gravação eles conheceram Márcio, da dupla Márcio e Goró, que entusiasmado com o talento da dupla arrumou alguns bailes para que pudessem cantar e posteriormente patrocinou uma nova produção musical no estúdio onde estava sendo gravado seu novo CD. Mais a dupla não durou muito tempo. 
Rick Joe estava muito decidido a tentar a carreira no Rio de Janeiro e morar definitivamente na cidade, o que não fazia parte dos planos de do seu parceiro de dupla que decidiu voltar para Santos.

## Rio de Janeiro
Amparado por Márcio que ofereceu moradia para que ele ficasse o tempo necessário Rick Joe decide ficar definitivamente no Rio de Janeiro. Rick passou o ano 2000 inteiro buscando oportunidades em todas as equipes de som do Rio de Janeiro , mais era uma época onde as oportunidades para MC's de outro estado eram muito escassas e não foram poucas as portas fechadas até que surge uma chance na equipe "Espião Shock de Monstro" com o DJ Paulinho Cabeção no final do ano 2000. Paulinho Cabeção produziu a Música "Tua Inveja" que acabou não sendo aproveitada na "Equipe Espião Shock de Monstro", sendo assim Rick apresentou a música para as outras equipes de som, incluindo Furacão 2000 e Big Mix de DJ Marlboro que era na época a maior audiência nas rádios cariocas.
Big Mix e DJ Marlboro
Rick Joe já estava desistindo da música e buscando gravar uma nova quando no início do ano 2001 a música "Tua Inveja" é lançada por DJ Marlboro no programa Big Mix na Rádio FM O Dia e em pouco tempo já figurava no Big Paradão (as 10 mais pedidas do programa) e Rick Joe começou a fazer shows pela cidade, a ganhar seus primeiros cachês e viver da sua arte. Em 2002 ainda pela Big Mix gravou sua segunda música "Fiel até debaixo D'água" produzida por DJ Bambam e ganhou ainda mais força no cenário funk carioca passando a tocar em todos os programas de Funk da época por todo o Brasil o que acarretou muitos shows em estados como Minas Gerais, Espírito Santo, Brasília, São Paulo dentre outras. Mas o grande marco da carreira como MC veio no ano de 2004 quando realizou juntamente com DJ Marlboro um tour na Alemanha e Holanda no evento Bacardi Bat Beats promovido pela Bacardi. Em 2005 assinou contrato com a Furacão 2000 tornando-se artista exclusivo, por lá gravou mais 2 músicas que tocaram nos programas de TV e Rádio e nos bailes promovidos pela equipe mais sem muita expressão com essas músicas. Permaneceu pouco mais de 1 ano.

## Produtor Musical
Nessa época estava bastante interessado por produção musical, "Fiel até debaixo d'água" fora praticamente uma co-Produção com Dj Bambam e desde então passou a participar ativamente das produções das novas músicas com suas idéias quase sempre muito aceitas pelos produtores musicais de suas músicas.Embalado por essa nova paixão, comprou seu primeiro computador ainda no ano de 2005, DJ Pimpa, atualmente DJ da cantora Anitta e produtor do hit Movimento da Sanfoninha era o DJ oficial do Rick Joe, e quem preparou seu computador instalando os softwares para produção de batidas e alguns sons para iniciar, Robson Leandro que havia produzido sua primeira música no Rio de Janeiro em 1997 deu-lhe o primeiro pacote de batidas e samples, com a máquina e as ferramentas em mãos Rick Joe começou a produzir os MC's que estavam começando no seu bairro. Tudo corria bem até que uma doença pulmonar evoluiu para um derrame pleural e afastou Rick Joe de todas as atividades por um longo período.

## Religião e Música Gospel
Em 2006 converteu-se a religião evangélica, no início mantinha em paralelo os compromissos religiosos com os Show de Funk, mais em um determinado momento resolveu encerrar a carreira de MC para dedicar-se somente a produção musical que a essa altura dominava razoavelmente bem. Além de produzir os MC's de seu bairro, alguns com bastante destaque local, passou a produzir Remix de Música gospel e a lançar alguns artistas no Ritmo Funk Gospel e acabou sendo convidado para comandar o programa Batidão da 107 na rádio 107,9 FM o que chamou a atenção de um antigo parceiro musical que conhecera em 1997 em sua primeira viagem ao Rio de Janeiro, Victor Junior, produtor renomado e muito premiado com grandes sucessos de Claudinho e Buchecha e estava em bastante evidência como parceiro de Dennis DJ. Victor Junior convidou Rick Joe para produzirem uma música juntos e a parceria deu certo, produziram não apenas uma, mais muitas músicas por todo o ano de 2006. 
Em 2007 após o término da parceria entre Victor Junior e Dennis DJ, Victor Junior e Rick Joe passaram a trabalhar definitivamente juntos em um estúdio que montaram no Flamengo. Cada vez mais inseridos no segmento gospel eles produziram grandes projetos de Música Eletrônica para a MK Music no ano de 2008 como "Os Arrebatados Volume 4" com versões exclusivas de grandes nomes da Música Gospel como Aline Barros e Grupo Voices, além de composições interpretadas por outros cantores. Os Arrebatados era também um programa de rádio que ia ao ar todos os sábados na 93 FM e Rick Joe foi convidado para ser o Dj 93, mais ficou durante um curto periodo. Em 2008 produziram A Dança do Quaquito, Faixa que alavancou o DVD Aline Barros & Cia 2 da cantora Aline Barros, que atingiu a certificação Triplo de Platina - ABPD (DVD) (ver Certificações) e a indicação para o Grammy Latino o em 2008.

## Furacão 2000
Em 2009 teve fim a parceria entre Victor Junior e Rick Joe, Rick passou a trabalhar sozinho até que em meados do ano recebeu o convite de Batutinha DJ para trabalhar como Produtor Musical na Furacão 2000. Batutinha DJ era o Diretor Musical da empresa e além de Rick Joe existiam mais 2 Produtores Musicais para atender a grande demanda da empresa. Em seu primeiro ano na empresa Rick Joe produziu muitas músicas que tocavam nos programas de rádio, TV e bailes da Furacão como "Vem Morena" de MC Rael, "Faz Assim Não" de Jonathan Costa dentre muitas outras, além de trabalhar na captação e produção dos DVD's Tsunami IV (2009) e DVD Armagedon (2010). Em 2011, Rick Joe assume a direção musical da Furacão 2000. 
No comando da gravadora Rick Joe produziu Menina Má a primeira música da cantora Anitta a receber um vídeo clipe e a primeira música gravada pela cantora de sua própria autoria e que posteriormente ao assinar com a Warner Music Brasil integrou o seu álbum de estréia  e seu DVD Meu Lugar , também para Anitta, Rick Joe produziu a "Homenagem As Mães", "Preto" uma colaboração de Cláudia Leitte e Os Hawaianos, MC Koringa, Márcio G, Brunninha e muitos outros artistas do Funk. Em 2013 compôs e produziu para o Governo do estado do Rio de Janeiro o Jingle da campanha que anunciava a chegada do BRT na cidade "Vai de Ligeirão", que por apelo popular posteriormente virou o "apelido" do veículo de transporte. Dirigiu os DVD's: Armagedon ll (2011), Armagedon lll (2012), Infinity Power (2013).

## Estúdio Próprio e Gravadora
Em 2014 deixou a Furacão 2000 para montar seu próprio estúdio. Nesse mesmo ano a convite dos Produtores Musicais Umberto Tavares e Mãozinha, produziu 4 Faixas do álbum Hoje da cantora Ludmilla: "Se Eu Descobrir", "Amor Não é Oi", "24 Horas por Dia"  e o Remix do single de estréia "Sem Querer". Ainda em 2014 produziu "Dance mais um Pouco" de MC Koringa, Trilha sonora da novela Em Família da TV Globo, "Arma Secreta" de MC Marcelly que além de produtor, é também um dos compositores. Em 2015 produziu uma releitura do grande sucesso de Roberto Carlos, "Eu e Ela", com os filhos dos compositores da obra Robson Jorge e Lincoln Olivetti e a releitura foi trilha sonora da novela Cúmplices de um Resgate do SBT. Em 2016 24 Horas Por Dia  da cantora Ludmilla , produzida por Rick Joe no ano anterior  tornou-se música de trabalho batendo o recorde de visualizações em um video clipe da cantora até o dia de hoje 122 milhões e a posição 46 na Billboard Brasil Hot 100. Nesse mesmo ano produziu "Bumbum Que Balança" com Tati Zaqui .O ano de 2017 ficou marcado pela produção de "Cheguei" da cantora Ludmilla que bateu todos os records da cantora até os dias de Hoje, alcançando no Youtube a marca de 235 milhões de Visualizações, posição 46 na Billboard Hot 100, 1 Lugar na  Billboard Brasil Regional Rio de Janeiro Hot Songs, 1 lugar na Billboard Brasil Regional São Paulo Hot Songs, posição 45 na Associação Fonográfica Portuguesa Portugal Digital Songs e 6º lugar na lista Twitter Emerging Artists da Billboard Americana . "Cheguei" ainda foi trilha sonora do filme "É Fada" da Kéfera Buchmann. O sucesso da música rendeu para Rick Joe uma participação no programa A Hora do Faro na TV Record com Rodrigo Faro, onde Rick Joe realizou o sonho de uma fã da cantora Ludmilla.
Nesse mesmo ano criou a Lagringa Audiovisual, uma empresa voltada para o ramo de videoclipes musicais, comerciais e Marketing e que mais tarde tornaria-se também uma Gravadora e Editora Musical, a LAGRINGA Records, criada no intuito de lançar novos artistas no mercado fonográfico e também seus projetos pessoais.

## DJ
Ainda em 2017 Rick Joe retoma a carreira de DJ assinando com a Gravadora Dipiú, famosa publishing Italiana responsável por Firework de Katy Perry, Sexy Bitch de David Guetta , Only Girl (In the World) de Rihanna, Applause de Lady Gaga dentre muitas outras. Durante todo o ano de 2017 pela gravadora italiana lançou 5 singles, 4 deles para um projeto denominado "The Remade Sessions " com releituras em português dos sucessos: Felices los 4 de Maluma, "Me Rehuso" de Danny Ocean , Me enamoré de Shakira e a versão em espanhol do sucesso "Vai embrazando" de Zacc e Jerry. O ultimo lançamento dela Dipiú foi o Single "Todita" uma colaboração da cantora brasileira Lary com o grupo colombiano Alma Inc. Em 2018 após deixar a Dipiú lançou pela Warner Music Spain o Single "Cheia de Curvas" uma colaboração de MC Leozinho, conhecido pela música "Se Ela Dança Eu Danço" e o rapper Angolano naturalizado na Suiça "Big F".

## Nos Dias de Hoje
Rick Joe é artista exclusivo da K2l, empresa de agenciamento e Marketing artístico fundada por Kamilla Fialho, responsável pelo estrondoso sucesso da cantora Anitta . 
Acaba de lançar pela Universal Music Brasil seu 1 Single "Revezamento"em parceria com MC Rebecca e Gabily, o single atingiu 1 milhão de visualizações do Youtube em apenas 5 dias e 1 mês após seu lançamento já passa de 3 milhões de visualizações na plataforma, esteve na na concorrida Lista "As 50 Virais" do Spotify Brasil. 
Seu próximo single tem lançamento confirmado para o dia 29 de março e tem como colaboração o MC Kevin o Chris, responsável pelo Hit do Carnaval 2019 "Vamos pra Gaiola". Até o final do 1 semestre de 2019 está programado outros 4 lançamentos sempre com colaborações de outros cantores e nessa lista está: MC Rebecca, MC Mazzoni e MC Novinho, além de um single marcando o retorno da banda "Cidade Negra" produzida por Rick Joe.

## Discografia
| Álbum                               | Música                                                                       | Função                 | Ano  |
| ----------------------------------- | ---------------------------------------------------------------------------- | ---------------------- | ---- |
| Aline Barros - Aline Barros & Cia 2 | Dança do Quaquito                                                            | Programação de Bateria | 2009 |
| DVD Furacão 2000 - Tsunami 4        | Todas as Faixas                                                              | Captação de Áudio      | 2009 |
| DVD Furacão 2000 - Armagedon        | Todas as Faixas                                                              | Captação de Áudio      | 2010 |
| DVD Furacão 2000 - Armagedon 2      | Todas as Faixas                                                              | Diretor de Áudio       | 2011 |
| Anitta - Meu Lugar                  | Menina Má                                                                    | Arranjo                | 2011 |
| DVD Furacão 2000 - Armagedon 3      | Todas as Faixas                                                              | Diretor de Áudio       | 2012 |
| DVD Furacão 2000 - Infinity Power   | Todas as Faixas                                                              | Diretor de Áudio       | 2013 |
| Ludmilla - Hoje                     | Se eu descobrir, Seu Tempo acabou, 24 Horas por Dias, Sem Querer ( Funk Mix) | Produtor Musical       | 2014 |
| Ludmilla - A Danada Sou Eu          | Cheguei                                                                      | Produtor Musical       | 2016 |

## Singles
| Artista                         | Música                               | Função                     | Ano  |
| ------------------------------- | ------------------------------------ | -------------------------- | ---- |
| Anitta                          | Menina                               | Produtor Musical           | 2011 |
| Anitta                          | Homenagem as Mães                    | Produtor Musical           | 2011 |
| Brunninha                       | Toda Linda Pegando Fogo              | Produtor Musical           | 2012 |
| MC Koringa                      | Dance Mais um Pouco                  | Produtor Musical           | 2014 |
| MC Marcelly                     | Arma Secreta                         | Produtor Musical           | 2014 |
| Duduzinho                       | Porrada de Tequila                   | Produtor Musical           | 2014 |
| Cidinho e Doca                  | Trem do Amor                         | Produtor Musical           | 2014 |
| MC Koringa Ft. Jonathan Costa.  | Mergulhados no Prazer                | Produtor Musical           | 2014 |
| 2 Di Genios                     | Eu e Ela                             | Produtor Musical           | 2015 |
| DJ Tubarão Ft. Buchecha         | Pra Me Dominar                       | Produtor Musical           | 2016 |
| Gabily                          | Agora Eu tô Solteira                 | Produtor Musical           | 2017 |
| Gabily                          | Cansei de Ser Fiel                   | Produtor Musical           | 2017 |
| Rick Joe                        | Felices los 4 (The Remade Sessions)  | Artista e Produtor Musical | 2017 |
| Rick Joe Ft. D'Black            | Me Rehuso (The Remade Sessions)      | Artista e Produtor Musical | 2017 |
| Rick Joe Ft. Alma Inc           | Vai Embrazando (The Remade Sessions) | Artista e Produtor Musical | 2017 |
| Rick Joe Ft. Pejota, Ju Muniz   | Me Enamoré (The Remade Sessions)     | Artista e Produtor Musical | 2017 |
| Rick Joe Ft. Lary, Alma Inc     | Todita                               | Artista e Produtor Musical | 2017 |
| Rick Joe Ft. MC Leozinho, Big F | Cheia de Curvs                       | Artista e Produtor Musical | 2018 |
| MC Cabelinho Ft. Rick Joe       | Que Maravilha (Remix)                | Artista e Produtor Musical | 2018 |
| MC Kevin O Chris Ft. Rick Joe   | Finalidade (Remix)                   | Artista e Produtor Musical | 2018 |